# Yassin Belkhdim
Yassin Belkhdim (in arabo ياسين بلخديم‎?; Meulan, 14 febbraio 2002) è un calciatore marocchino con cittadinanza francese, centrocampista dell'Angers.

## Carriera
Belkhdim è cresciuto nel settore giovanile del Mantes ed ha esordito in prima squadra nel settembre del 2019. A fine stagione è stato acquistato dall'Angers che lo ha assegnato alla propria seconda squadra. Il 13 giugno 2022 ha firmato il suo primo contratto professionistico ed il 18 novembre 2023 ha debuttato in prima squadra nell'incontro di Coppa di Francia vinto 2-0 contro l'Houilles.

## Statistiche

### Presenze e reti nei club
Statistiche aggiornate al 15 dicembre 2024.
| Stagione        | Squadra         | Campionato      | Campionato | Campionato | Coppe nazionali | Coppe nazionali | Coppe nazionali | Coppe continentali | Coppe continentali | Coppe continentali | Altre coppe | Altre coppe | Altre coppe | Totale | Totale | Totale |
| Stagione        | Squadra         | Comp            | Pres       | Reti       | Comp            | Pres            | Reti            | Comp               | Pres               | Reti               | Comp        | Pres        | Reti        | Pres   | Reti   |        |
| --------------- | --------------- | --------------- | ---------- | ---------- | --------------- | --------------- | --------------- | ------------------ | ------------------ | ------------------ | ----------- | ----------- | ----------- | ------ | ------ | ------ |
| 2019-2020       | Mantes          | N2              | 11         | 1          | CF              | -               | -               | -                  | -                  | -                  | -           | -           | -           | 11     | 1      |        |
| 2020-2021       | Angers 2        | N2              | 8          | 1          | -               | -               | -               | -                  | -                  | -                  | -           | -           | -           | 8      | 1      |        |
| 2021-2022       | Angers 2        | N2              | 22         | 1          | -               | -               | -               | -                  | -                  | -                  | -           | -           | -           | 22     | 1      |        |
| 2022-2023       | Angers 2        | N2              | 15         | 1          | -               | -               | -               | -                  | -                  | -                  | -           | -           | -           | 15     | 1      |        |
| 2023-2024       | Angers 2        | N2              | 12         | 1          | -               | -               | -               | -                  | -                  | -                  | -           | -           | -           | 12     | 1      |        |
| Totale Angers 2 | Totale Angers 2 | Totale Angers 2 | 57         | 4          |                 | -               | -               |                    | -                  | -                  |             | -           | -           | 57     | 4      |        |
| 2023-2024       | Angers          | L2              | 7          | 0          | CF              | 3               | 0               | -                  | -                  | -                  | -           | -           | -           | 10     | 0      |        |
| 2024-2025       | Angers          | L1              | 15         | 0          | CF              | -               | -               | -                  | -                  | -                  | -           | -           | -           | 15     | 0      |        |
| Totale Angers   | Totale Angers   | Totale Angers   | 22         | 0          |                 | 3               | 0               |                    | -                  | -                  |             | -           | -           | 25     | 0      |        |
| Totale carriera | Totale carriera | Totale carriera | 90         | 5          |                 | 3               | 0               |                    | -                  | -                  |             | -           | -           | 93     | 5      |        |